# Амфитеатар
Амфитеатар (лат. amphitheatrum, од грч. αμφι — „около, наоколо” и θέατρον — „позориште”, од θεάομαι — „гледам”) је архитектонски појам за пространу грађевину са степенастим седиштима елиптичног или кружног облика основе.
 Иако грчког имена, непозната је Старим Грцима већ је карактеристична продукција римске архитектуре. Та овална зона може бити структура коју је направио човек или природна географска формација. Основна карактеристика те зоне је да може да послужи за седење публике која гледа одређени догађај — спортски меч, концерт, представу, или друге позоришне перформансе. У античко доба у средини арене су се одигравале битке гладијатора и разних звери. Према врсти, амфитеатар се може класификовати на древни, модерни и природни амфитеатар.

## Древни амфитеатри
Током класичног периода, амфитеатри су се користили за најразличитије врсте јавних догађаја. У Римском царству, за разлику од грчког класичног позоришта (који је био полукружног облика), амфитеатри су били округлог или овалног облика и формирали су пун круг или елипсу. Користили су се за спортске догађаје, игре и позоришне представе, као и за гладијаторске борбе. Амфитеатар се такође разликовао од римског циркуса или грчког хиподрома који су се користили за трке двоколица и коњске трке и имали су облик веома издужене и узане коњске потковице. Испод арене се најчешће налазио врло компликован систем пролаза, просторија (у којима су за време трајања игара боравили гладијатори и звери), дизалица (којима су гладијатори, животиње и елементи сценографије подизани у арену) и пумпи (којима се арена пунила водом). Арена је од гледалишта била одвојена високим зидом. Гледалиште се састојало од концентричних редова седишта који се степенасто уздижу према обимним зидовима. Концентричним пролазима гледалиште је било подељено на неколико делова – галерија, а оне су биле испресецане радијално распоређеним стазама које су водиле ка бројним излазима из амфитеатра. У најнижем реду, најближем арени, налазила се ложа у којој су седели цар и његова пратња а остали гледаоци су се распоређивали по трибинама у зависности од свог социјалног положаја и угледа (припадници виших друштвених слојева седели су ближе арени).,
Најпознатији амфитеатар на свету је римски Колосеум(око 75. године нове ере), који се још назива и Флавијевским амфитеатром (лат. Amphitheatrum Flavium), по Флавијевцима који су га изградили. У значајне примере спадају и амфитеатри у Верони и древној Капуа|Капуи (данас Санта Марија ди Капуа Ветере, Италија), Ниму, Арлу (Француска), Пули (Хрватска) и Ел Џему (Тунис). Пронађени су остаци од око 230 амфитеатара на територији некадашњег Римског царства.

## Модерни амфитеатри
Модерни амфитеатар је заобљен и акустички адаптиран простор и може бити отвореног или затвореног типа. Модерни амфитеатри обично имају и просторе за стајање који се налазе иза сцене или иза публике и формирају зону која одбија ехо и шири звук чиме чини амфитеатар идеалним местом за музичке концерте или позоришне представе. Већина њих је полукружног облика, тако да их у суштини не би требало звати амфитеатрима. Префикс „амфи-” на грчком значи „дупло” — дупли театар, за разлику од грчког позоришта (театар) који је био полукружног облика.

## Природни амфитеатри
Природни амфитеатар је место где се стрме планине или нека друга стеновита формација природно шири те стога производи ехо. Реч амфитеатар се такође може користити за опише природне формације које би биле идеалне за одржавање музичких или позоришних представа. Неки од природних амфитеатара су амфитеатри у Дракнсбергу (Јужна Африка), Ехо амфитеатар (САД), национални споменик Седар брејкс (САД), и амфитеатар Ред рокс (САД).

## Галерија
- Колосеум
- Колосеум у Риму
- Унутрашњост Колосеума у Риму
- Амфитеатар у Верони, Италија
- Амфитеатар у Санта Марија ди Капуа Ветере, Италија
- Амфитеатар у Помпејима, Италија
- Амфитеатар у Арлу, Француска
- Амфитеатар у Ниму, Француска
- Амфитеатар у Пули, Хрватска
- Амфитеатар у Салони, Хрватска
- Амфитеатар у Ел Џему, Тунис
- Холивуд бол амфитеатар, Холивуд, Калифорнија
- Гибсон амфитеатар, простор за концерте
- Природни амфитеатар